# 布尔赛
布尔赛（法語：Boursay，法語發音：[buʁsɛ]）是法国卢瓦-谢尔省的一个市镇，属于旺多姆区。

## 地理
布尔赛（48°1'9"N, 0°58'9"E）面积22.08 平方千米，位于法国中央-卢瓦尔河谷大区卢瓦-谢尔省，该省份为法国中北部省份，北起厄尔-卢瓦省，东北接卢瓦雷省，东南接谢尔省，南至安德尔省，西南接安德尔-卢瓦尔省，西北接萨尔特省。
与布尔赛接壤的市镇（或旧市镇、城区）包括：拉沙佩勒维孔泰斯、舒村、德鲁埃、拉丰特内勒、库埃特龙欧佩什。

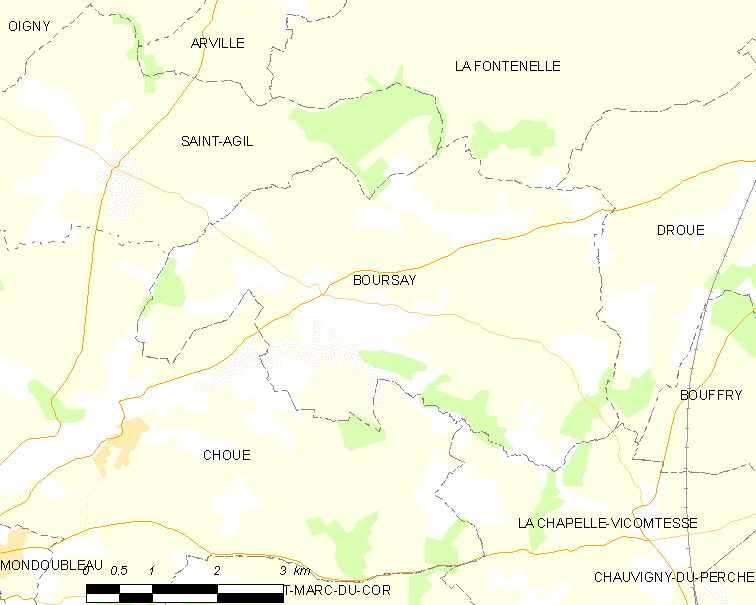
布尔赛的OSM定位图

布尔赛的时区为UTC+01:00、UTC+02:00（夏令时）。

## 行政
布尔赛的邮政编码为41270，INSEE市镇编码为41024。

## 政治
布尔赛所属的省级选区为佩尔什县。

## 人口

1962-2008年间布尔赛人口变化图示

布尔赛于2022年1月1日时的人口数量为179人。